# Inside the Actors Studio
Inside the Actors Studio là một chương trình truyền hình dạng talk show do James Lipton chủ trì và được phát sóng trên kênh truyền hình cáp Bravo của Hoa Kỳ. Đây là chương trình được phát sóng dài nhất của kênh Bravo (bắt đầu từ năm 1994) và nó đã từng được đề cử giải Emmy cho hạng mục chương trình truyền hình xuất sắc. Tính cho đến năm 2008, Inside the Actors Studio đã được phát tới 79 triệu hộ gia đình Mỹ và 125 nước trên thế giới. Chương trình này còn là một phần của khóa học diễn xuất Actors Studio Drama School (mà James Lipton là hiệu trưởng danh dự).
Ban đầu Inside the Actors Studio được quay tại Giảng đường Tishman thuộc The New School, thành phố New York. Năm 2005, sau khi The Actors Studio (hội tổ chức khóa học Actors Studio Drama School) kết thúc hợp đồng với The New School, Inside the Actors Studio được chuyển về thực hiện tại Trung tâm Nghệ thuật Michael Schimmel thuộc Đại học Pace (Pace University) - cơ sở hợp tác đào tạo mới của The Actors Studio.

## Nội dung
Inside the Actors Studio là một talk show với khách mời là các diễn viên, đạo diễn và nhân vật nổi tiếng khác của điện ảnh, truyền hình Mỹ. Trong chương trình, người chủ trì James Lipton sẽ đưa ra cho khách mời các câu hỏi về xuất thân, gia đình và nhất là về công việc của họ trong lĩnh vực điện ảnh, truyền hình nhằm làm rõ tính cách của khách mời cũng như con đường họ tiếp cận và sáng tạo nghệ thuật. Ở phần sau của chương trình, Lipton sẽ đưa ra cho khách mời 10 câu hỏi ngắn (do Bernard Pivot, một người chủ trì truyền hình nổi tiếng của Pháp nghĩ ra):
| 01 | What is your favorite word?                                                                | Từ yêu thích của bạn?                                                        |
| 02 | What is your least favorite word?                                                          | Từ mà bạn thấy kém yêu thích nhất?                                           |
| 03 | What turns you on creatively, spiritually or emotionally?                                  | Điều gì làm bạn phấn khích?                                                  |
| 04 | What turns you off creatively, spiritually or emotionally?                                 | Điều gì làm bạn cụt hứng?                                                    |
| 05 | What sound or noise do you love?                                                           | Tiếng động bạn yêu thích?                                                    |
| 06 | What sound or noise do you hate?                                                           | Tiếng động bạn ghét?                                                         |
| 07 | What is your favorite curse word?                                                          | Từ chửi rủa ưa thích của bạn?                                                |
| 08 | What profession other than your own would you like to attempt?                             | Nghề nghiệp nào khác mà bạn muốn làm?                                        |
| 09 | What profession would you not like to do?                                                  | Nghề nghiệp nào khác mà bạn không muốn thử?                                  |
| 10 | If Heaven exists, what would you like to hear God say when you arrive at the Pearly Gates? | Nếu tồn tại Thiên Đường, bạn muốn nghe Chúa nói gì khi đến cổng Thiên Đường? |

Chương trình sẽ kết thúc bằng phần hỏi đáp của khách mời với các học viên của The Actors Studio (cũng là khán giả của talk show).

## Khách mời
Kể từ khi công chiếu năm 1994, đã có trên 200 khách mời tham dự Inside the Actors Studio, trong đó có 74 người từng giành giải Oscar, 8 đạo diễn, 4 biên kịch, 61 diễn viên và 2 nhạc sĩ. Đôi khi khách mời của chương trình là toàn bộ giàn diễn viên:
- Giàn diễn viên phim truyền hình Everybody Loves Raymond (gồm Ray Romano, Patricia Heaton, Brad Garrett, Doris Roberts và Peter Boyle)
- Nhóm thực hiện phim truyền hình Law & Order
- Nhóm thực hiện vở nhạc kịch The Producers (đạo diễn Susan Stroman, các diễn viên Nathan Lane và Matthew Broderick)
- Nhóm lồng tiếng phim hoạt hình The Simpsons (Nancy Cartwright, Hank Azaria, Dan Castellaneta, Julie Kavner, Harry Shearer và Yeardley Smith)
- Giàn diễn viên phim truyền hình Will & Grace (Debra Messing, Eric McCormack, Sean Hayes và Megan Mullally)

Các khách mời từng tham gia Inside the Actors Studio gồm:
| - Ben Affleck - Alan Alda - Tim Allen - Lauren Bacall - Alec Baldwin - Antonio Banderas - Ellen Barkin - Roseanne Barr - Drew Barrymore - Kim Basinger - Kathy Bates - Ned Beatty - Halle Berry - Juliette Binoche - Cate Blanchett - Jeff Bridges - Matthew Broderick - Pierce Brosnan - Carol Burnett - Ellen Burstyn - Steve Buscemi - Gabriel Byrne - James Caan - Nicolas Cage - Michael Caine - George Carlin - Stockard Channing - Dave Chappelle - Don Cheadle - Glenn Close - Jennifer Connelly - Francis Ford Coppola - Kevin Costner - Russell Crowe - Tom Cruise - Billy Crystal - John Cusack - Willem Dafoe - Matt Damon - Geena Davis - Robert De Niro | - Johnny Depp - Cameron Diaz - Matt Dillon - Stanley Donen - Michael Douglas - Robert Downey Jr. - Julia Louis-Dreyfuss - Richard Dreyfuss - David Duchovny - Olympia Dukakis - Faye Dunaway - Clint Eastwood - Peter Falk - Sally Field - Ralph Fiennes - Laurence Fishburne - Jane Fonda - Harrison Ford - Jodie Foster - Michael J. Fox - Jamie Foxx - Morgan Freeman - James Gandolfini - Andy Garcia - Richard Gere - Danny Glover - Whoopi Goldberg - William Goldman - John Goodman - Hugh Grant - Lee Grant - Melanie Griffith - Gene Hackman - Tom Hanks - Ed Harris - Teri Hatcher - Ethan Hawke - Salma Hayek - Dustin Hoffman | - Philip Seymour Hoffman - Anthony Hopkins - Dennis Hopper - Ron Howard - Helen Hunt - Holly Hunter - John Hurt - Anjelica Huston - Jeremy Irons - Hugh Jackman - Anne Jackson - Samuel L. Jackson - Norman Jewison - Billy Joel - Elton John - Angelina Jolie - Tommy Lee Jones - Harvey Keitel - Val Kilmer - Ben Kingsley - Kevin Kline - Martin Landau - Diane Lane - Nathan Lane - Jessica Lange - Queen Latifah - Hugh Laurie - Jude Law - Martin Lawrence - Spike Lee - Jennifer Jason Leigh - Jack Lemmon - Jay Leno - Jerry Lewis - Jennifer Lopez - Sidney Lumet - Shirley MacLaine | - William H. Macy - Mary Stuart Masterson - Ian McKellen - Bette Midler - Arthur Miller - Liza Minnelli - Julianne Moore - Mary Tyler Moore - Jeanne Moreau - Eddie Murphy - Mike Myers - Paul Newman - Mike Nichols - Edward Norton - Rosie O'Donnell - Al Pacino - Gwyneth Paltrow - Sarah Jessica Parker - Estelle Parsons - Arthur Penn - Sean Penn - Bernadette Peters - Michelle Pfeiffer - Sydney Pollack - Natalie Portman - Dennis Quaid - Anthony Quinn - Robert Redford - Vanessa Redgrave - Christopher Reeve - Burt Reynolds - Tim Robbins - Julia Roberts - Chris Rock - Diana Ross - Mark Ruffalo - Meg Ryan - Mark Rydell - Susan Sarandon | - Martin Scorsese - Kyra Sedgwick - Charlie Sheen - Martin Sheen - Martin Short - Neil Simon - Gary Sinise - Will Smith - Stephen Sondheim - Sissy Spacek - Kevin Spacey - Steven Spielberg - Sylvester Stallone - Ben Stiller - Sharon Stone - Meryl Streep - Barbra Streisand - Donald Sutherland - Kiefer Sutherland - Charlize Theron - Billy Bob Thornton - Benicio del Toro - John Travolta - Mark Wahlberg - Christopher Walken - Eli Wallach - Barbara Walters - Naomi Watts - Sigourney Weaver - Forest Whitaker - Gene Wilder - Robin Williams - Bruce Willis - Debra Winger - Kate Winslet - Shelley Winters - James Woods - Joanne Woodward - Renée Zellweger |